# Тесікаґа

43°29′7″ пн. ш. 144°27′33″ сх. д. / 43.48528° пн. ш. 144.45917° сх. д.
Тесіка́ґа (яп. 弟子屈町, てしかがちょう, МФА: [teɕikaga t͡ɕoː]) — містечко в Японії, в повіті Кавакамі округу Кусіро префектури Хоккайдо. Станом на 1 жовтня 2008 року площа містечка становила 774,53 км². Станом на 31 березня 2017 населення містечка становило 7514 осіб.